# Ève Guerra
Ève Guerra, née le 28 janvier 1989 à Mossendjo au Congo, est une écrivaine française, d'origine congolaise et italienne. Elle enseigne le français, le latin et le grec ancien dans le secondaire,,.
En mai 2024, elle remporte le Prix Goncourt du premier roman pour Rapatriement,.
En mai 2025, elle préside la deuxième édition du Choix Goncourt du Canada en qualité de marraine. 
En 2025, elle est résidente de la Fondation Jan-Michalski pour l'écriture et la littérature en Suisse.

## Biographie
Ève Guerra naît à Mossendjo au Congo, qu’elle fuit pendant la guerre civile de 1998-1999 à l’âge de 9 ans. Après avoir obtenu son baccalauréat au Lycée français de Douala, elle s’installe à Lyon pour étudier les sciences politiques et les sciences économiques qu'elle abandonne rapidement pour les études en  lettres classiques.
En octobre 2022, elle publie son premier recueil de poésie aux éditions du Réalgar, Corps profonds.
En avril 2023, Ève Guerra intègre la rédaction de Lire Magazine littéraire et tient une chronique dans le hors-série Écrire et se faire éditer, puis une chronique mensuelle dans les pages langue française du numéro mensuel du même magazine littéraire.
En janvier 2024, elle publie aux Éditions Grasset un premier roman, librement inspiré de sa vie, Rapatriement (Grasset, 2024), qui obtient le prix du meilleur premier roman de Transfuge, le Prix Goncourt du premier roman. Rapatriement sera retenu dans la sélection d'une dizaine de prix littéraires nationaux et internationaux, dont le Prix de la Version Femina, le Prix des lecteurs de la version Femina, le grand Prix du roman Métis, le Prix Senghor du premier roman, le Prix des Cinq Continents pour la Francophonie et le Prix Québec-France Marie-Claire Blais . Rapatriement est en cours de traduction dans plusieurs langues en Europe et en Amérique latine,.

## Publications

### Poésie
- Ève Guerra, Corps profonds, collection Orpiment, le Réalgar (octobre 2022), finaliste du Prix René Leynaud[10].

### Roman
- Ève Guerra, Rapatriement, Grasset (janvier 2024)[3].

### Publications collectives
- Ève Guerra, in Grace... Livre des heures poétiques, publication collective pour le Printemps des poètes, « C'était du temps où maman existait encore », éditions Bruno Doucey (février 2024).

### Publications en revues littéraires
- Poésie :

- Ève Guerra, « De Matre », poème, in revue Carnet d’art (2014).
- Ève Guerra, « Le beurre de karité », E-musée de l’objet de Ella Balaert (juillet 2023).
- Ève Guerra, « Enfance », Zone Critique (Janvier 2024).

### Articles et inédits en prose
- Ève Guerra, « La croix est notre patrie : réflexion sur le malheur et la nécessité divine, commentaire d’une lettre au Père Perrin de Simone Weil, L’expérience de Dieu, le Malheur », Revue Terra Nullius (mai 2015).
- Ève Guerra, « L’écrivain, comme l’abeille, butine pour faire son miel », Lire Magazine littéraire, hors-série Ecrire et se faire éditer, numéro 1, d’Avril-Mai-juin 2023.

- Ève Guerra, « Ce n’est pas assez pour la poésie d’être belle », Lire Magazine littéraire, hors-série Ecrire et se faire éditer, numéro 2, d’octobre, novembre, décembre 2023.
- Ève Guerra, « Le poème est comme un tableau », Lire Magazine littéraire, numéro de janvier 2025

## Distinctions

### Récompenses
- 2024 : Prix du meilleur premier roman français de Transfuge Magazine, pour Rapatriement[8].
- 2024 : Prix Goncourt du premier roman, pour Rapatriement[12].

### Sélections
- 2024 : Finaliste du Prix Goncourt du premier roman pour Rapatriement (Grasset)[13]
- 2024 : Finaliste du Prix des Cinq Continents pour Rapatriement (Grasset)
- 2024 : Finaliste du Prix AHMADOU KOUROUMA pour  Rapatriement (Grasset)
- 2025 : Finaliste du Prix Jean Cocteau pour Rapatriement ( Grasset)
- 2024 : Sélection du Prix des lecteurs de Version Femina pour Rapatriement (Grasset)[14]
- 2024 : Sélection du Grand Prix du roman Métis pour Rapatriement (Grasset)[15]
- 2024 : Sélection du Prix Senghor du premier roman pour Rapatriement (Grasset)[16]
- 2024 : 18 premiers romans de l'année 2024 retenus pour le festival 2025 à Laval pour Rapatriement (Grasset)[17]
- 2025 : Pré-sélection Prix du premier roman du Festival du premier roman de Chambéry pour Rapatriement (Grasset)
- 2025 : Sélection du Prix Québec-France Marie-Claire-Blais pour Rapatriement ( Grasset)
- 2025 : Sélection du Prix Lettres Frontière (Auvergne-Rhône-Alpes et Suisse romande) pour Rapatriement  ( Grasset)
- 2025 : Sélection du Prix littéraire de l'Afrique et de la Diaspora pour Rapatriement (Grasset)